# Краљевина Пољска
Краљевина Пољска (пољ. Królestwo Polskie, лат. Regnum Poloniae) је била држава Западних Словена у североисточном делу средње Европе, настало 1025. године када је Болеслав I Храбри био први великопољски кнез који је крунисан за краља. Краљевина Пољска је 1569. уједињена са Великим војводством Литванијом у Државну заједницу Пољске и Литваније, у чијем саставу је остала до треће деобе Пољске.
Од 1025. до 1370. на челу државе стајали су владари из династије Пјастова, а од 1385. до 1572. Јагелонци. Касније је Пољска била изборна монархија.

## Историја

### Образовање Пољске кнежевине
Пољски савез племена у сливу реке Висле образује се средином 10. века. Из тог бремена познат нам је пољски кнез који је стајао на челу тог племенског војног савеза, по имену „Мјешко”, који је већ примио хришћанство. Тај савез образовао се на тај начин што је централно племе Пољана покорило друга племена — Сераџане, Ленчане, Кујавце, Мазуре, Беле и Црне Хрвате. Том приликом кнежеви тих племена су уклањани и тако је одједном поникла крупна заједница племена само са једним централним кнезом. Испрва је та племенска заједница признавала своју зависност од немачких краљева.
Пољски летописи саопштавају да је кнез Мјешко имао велику дружину — од три хиљаде војника, које је издржавао делом сам, а делом на рачун становништва разних делова земље. Његов наследник, Болеслав I Храбри, који је већ стекао пуну независност од Немачке, имао је далеко бројнију дружину — од 20 хиљада војника. Тако се и у Пољској почиње формирати војнички сталеж. Том савезу прикључују се аристократски представници крупних родова, шљахта. Кнежев двор постаје центар управе. У појединим областима, које носе назив повета, седе кнежеви намесници, каштелани. На становништво се почиње разрезивати порез у корист кнеза.
Са уздизањем кнежевске власти народно веће губи свој ранији значај, и његове функције прелазе на савет састављен од настаријих чланова дружине и највиших достојанственика; тај савет састајао се код краља; после примања хришћанства у састав тог савета почињу улазити и представници вишег свештенства. Понекад се сазивају и шире скупштине, које се састоје од свих достојанственика и на које се позивају и чланови дружина.
Пољска држава стиче потпуну самосталност за владе Мјешковог сина Болеслава Храброг (992—1025). За његове владе присаједињени су пољској држави Померанија (Поморје), Шлеска, закарпатски Словаци, Лужичани, Чешка и Моравска. Образовала се крупна средњословенска држава, која је достигла велики утицај у Европи. Неустрашиви Болеслав, побеђује једнако и на истоку, где победничкиулази у град Кијев. На кратко време пред смрт Болеслав Храбри крунисао се за пољског краља.
Све то показује какве је велике успехе постигла у то време феудализација и претварање сељачких маса у кметове. У одговор на то дижу се устанци народних маса против кнежевских „редара”, или чиновника, против ритера и свештенства. Карактеристично је да у тим устанцима народне масе спаљују хришћанске храмове и успостављају паганство. Према томе, и овде, у Пољској; хришћанство је представљало идеолошки ослонац феудалних елемената — кнежева и горњег слоја пољског друштва.
Устанке је угушио краљ Казимир, који је успоставио хришћанство и добио надимак „Обновитељ”.

### Процес феудализације
Већ у доба првих пољских кнежева (Мјешка и Болеслава Храброг, види претходно поглавље) процес феудализације постиже у Пољској значајне успехе. Родовска аристократија, nobiles, почиње да игра све већу улогу. Ма да се пређашње патријархално ропство донекле сачувало, у већини случајева робови су насељавани на земљу. Робове су углавном чинили ратни заробљеници. Други извори робова били су куповина, дугови и »добровољно« предавање у ропство из нужде. Главну масу сељаштва чинили су кметови, који су имали личну слободу, али су били обавезни да кнезу плаћају данак и да врше друге обавезе. Сем дажбина, које су углавном исплаћиване у натури, морали су да кнезу и његовој пратњи, када би путовали по земљи, дају превозна средства и храну: пољски кнез, као варварски владари уопште, није имао сталне резиденције. Кметови су морали да раде на грађењу утврђења, друмова и мостова и да врше низ других обавеза, да плаћају царине за коришћење тржишта, скела итд. Кнез је делио свештенству и људима у својој служби земље, насељене кметовима, који су се тако претварали у људе зависне од духовних и световних феудалаца. Кнез је, сем тога, присвајао себи сву необрађену земљу, од које је делио поклоне духовним и световним великодостојницима.
Још под првим кнежевима била је организована централна и локална управа. У центру су створене дужности војвода, канцелара, скрбника (државних благајника), коморника (управника кнежевских поседа), судије. Месни органи кнеза били су посебни начелници, који су после добили назив каштелана, по латинској речи castellum, тј. утврђење, замак. Ти су се замкови на пољском звали гроди. По гродима су били постављени краљевски каштелани, они су имали војну и судску власт у областима које су биле додељене граду, убирали су краљевске приходе и управљали краљевским поседима.
Политичка организација Пољске све више се удаљавала од родовске демократије. Кнез се сада саветовао само са својом дружином, великодостојницима и вишим свештенством. Што се тиче народне скупштине, већа, која је постојала код појединих пољских племена, она се више није сакупљала; бачена је у други план и општенародна војска.
У војсци су главну улогу играли чланови кнежеве дружине, чији се број за Болеслава попео на 20 хиљада.
Чланови дружине, или воји, почели су да добијају земљишне поклоне, као што су биле западне бенефиције, а они су настојали да их претворе у своје наследне поседе.
Услед делатности кнежева, процес феудализације је у 11. веку убрзан. Сељаштво се претвара у кметове како услед распадања родовског уређења и јачања власти родовских старешина тако и услед образовања војничког сталежа. Поред родовске аристократије, nobiles, образује се и војна, milites. Оба та слоја постепено су се приближила и слила један с другим.

### Устанак сељака
После смрти Болеслава Храброг, његова држава, која је била доста површно уједињена, почела се распадати у борби између његових наследника. Пољска је изгубила већи део територија које су стечене у доба његовог кнежевања. Десет година после смрти Болеслава Храброг дошло је до општег устанка кметова и робова. Тај је устанак био истовремено усмерен против ритера и против свештенства, а исто тако и против каштелана и других краљевских агената. Сељаци су на јуриш заузимали градове (гроди), пљачкали цркве и обнављали стару, прехришћанску религију.
Цар Хенрих III помогао је пољском кнезу Казимиру да угуши тај устанак. Казимир је обновио црквену и чиновничку јерархију, поново подигао градове и каштеле, а робове и кметове приморао да сносе раније обавезе.

### Обновљена Пољска
Болеслав II Смели (1058—1079) и његов синовац Болеслав III Кривоусти настављају Болеслављево дело. Болеслав Кривоусти, продирујући на запад, допире чак до границе данашњег Микленбурга и осваја област Рујану. У то доба јавља се први пољски историчар Галус (Gallus). У XII веку Пољаци почињу искоришћавати обилне наслаге соли и олова.

### Распад Пољске на удеоне кнежевине и власт аристократије
После смрти Казимировог праунука, Болеслава Кривоустог, 1138, наступио је период цепања на удеоне кнежевине. Земља се распала на неколико самосталних кнежевина. Ма да је на челу државе формално стајао један од представника краљевског рода Пјастовића, тиме политичко јединство земље није било обезбеђено. Додуше, у прво време су признавали власт великог кнеза, најстаријег у роду Пјастовића, који је седео у Кракову, али је ускоро тај ред напуштен и власт великог кнеза свела се само на титулу. Неки делови Пољске распали су се на сићушне удеоне области. Кнежеви су се непрекидно између себе борили.
Тај се период пољске историје често назива периодом можновладства, тј. власти аристократије. Знатно је ојачан политички утицај феудалаца; међу њима су најважније место имали ранији кнежевски великодостојници — војводе, судије и каштелани — који су од кнежевских чиновника постали феудални господари.
У то време запретила је Пољској страшна опасност споља. Почетком XIII века мазовски кнез Конрад у борби с Прусима позвао је Тевтонски ред и поклонио му земље. Ред је током XIII века постепено заузео Пруску, ујединио се с редом Мачоносаца и тако припојио својим поседима источни Прибалтик (види гл. XXIV). Својом кратковидом политиком Пољска је себи навукла опасног непријатеља.
Нове су ударце задали поцепаној Пољској 1241. Татари, који су управо пре тога опустошили Русију. Порушили су Краков, Вроцлав (Бреслав) и целу земљу страшно опустошили. Пољска није остала под татарском влашћу, али су Татари повремено пустошили земљу, особито јужну Пољску, палили села и градове, одводили стоку и узимали масе заробљеника да их продају у ропство.

### Племство и црква
У исто време Пољска се и даље феудално распадала. Кнежеви су били потпуно зависни од крупних земљопоседника, од панова (велможа, барона) и од вишег свештенства. Ти су се крупни феудалци окружавали мноштвом ритера који су од њих зависили. Избор кнеза зависио је од прелата и панова. Они су чинили кнежевска веће, без кога кнез није могао донети никакву важну одлуку. Феудална класа у Пољској делила се на две основне групе, на панове или велможе (можновладци) и на ритере или шљахту. Шљахта је била везана за своје панове, од њих је потпуно зависила, добијала од њих земљу и чинила њихову војну пратњу. У односима између панова и шљахте често су се сачувале старе родовске везе: шљахтићи су носили презиме и грб свог пана. Осиромашени шљахтићи хранили су се на дворовима великих панова, вршећи код њих разне дужности.
Заједно с тим шљахтићима панови су водили честе ратове, вршили пљачке. Та феудална самовоља, позната из историје Запада, испољила је у Пољској све негативне црте које су јој својствене. Панови су образовали привилегован земљопоседнички сталеж, они су на својим земљама имали кнежевско право (»ius ducale«), које им је на њиховим поседима стварало положај малих владара.
Да би на своју страну привукли свештенство и панове, кнежеви су морали да им деле своје земље и самим тим су слабили свој политички утицај. Црква је имала огромне поседе. Архиепископи и епископи имали су читаве кнежевине и кнежевска права према становништву тих земаља.

### Сељаштво
У XIII веку још се више погоршао положај сељака, јер је процес њиховог поробљавања непрекидно текао. Сачувао се само безначајан слој слободних кметова, тј. сељака који су давали дажбине и испуњавали обавезе, али су имали слободу кретања. Сада су слободни кметови остали без икакве заштите од стране кнежева. Пошто су крупни земљопоседници добили на својим феудалним поседима врховна права, ти су сељаци пали под јурисдикцију својих господара и тако су отпале све препреке да се они потпуно потчине. Имунитетним повељама панови су добијали право да суде својим »сељацима и слугама«, »да их погубљују, вешају, муче ватром« итд. Већи део сељака прелази у положај зависних кметова, сливајући се с робовима насељеним на земљи.
Крајем XIII века било је уведено правило да земљопоседник може да хвата одбегле сељаке; ухваћени сељак претваран је у роба који се могао продати. Кмет, који је раније био наследни поседник своје деонице, изгубио је на њу право, па се могао отерати и пребацити на гори комад земље, ако је његов господар то сматрао за нужно.
Тако период власти аристократије представља и период јачег поробљавања народних маса.

### Градови
У историјском развитку Пољске треба истаћи једну особеност, која је ударила свој печат на судбину пољске државе — то је била слабост пољских градова. Ти »гроди«, о којима је раније говорено, представљали су утврђена места, замкове. Градови као занатски и трговачки центри почели су да ничу у XII и XIII веку, углавном у процесу немачке колонизације. Пољски кнежеви, слично чешким краљевима, водили су политику насељавања немачких колониста, рачунајући да ће одатле извући материјалне користи. Упоредо с ницањем немачких градова образоване су и немачке сеоске општине, гмине (од немачког Gemeinde — општина). Кнежеви су позивали немачке колонисте на необрађену земљу, давали им разне олакшице, ослобађали их дажбина и подељивали им права самоуправе. Самоуправу по »немачком праву« добијала су понекад и пољска села, основана на новим или запуштеним земљиштима.
Пољски кнежеви су нарочито форсирали оснивање градова с немачким занатлијама и трговцима. Тим су градовима давали све могуће привилегије, поред осталих и право самоуправе, које је представљало копију магдебуршког градског права. Ти немачки градови остајали су изоловани од Пољске; они су много више били повезани, са својом немачком отаџбином него с Пољском. За решавање свих спорних питања управе они се нису обраћали пољским кнежевима ни месним властима, већ магдебуршким градским властима. Немци су упорно чували своју националност, свој језик и своје обичаје и туђили се од Пољака.
Међу градским становништвом може се од самог почетка разликовати неколико слојева. На челу града био је патрицијат из редова трговачких породица, које су често имале родбинске везе с патрицијима немачких, чешких и угарских градова, испод њих су били занатлиски еснафи, састављени делом од Немаца, делом од Пољака, и маса ван еснафа, поспољство, која је потпуно уклоњена од вршења утицаја на градске послове. Градови су задовољавали првенствено месно тржиште. Али су трговци неколико већих градова, као Кракова и Лавова, трговали са иностранством и извлачили велике користи од транзитне трговине, која је ишла преко Пољске.
Нису само кнежеви већ и панови настојали да повећају своје приходе оснивањем градова и довлачењем немачких колониста.
У пољским градовима појавио се још један нов национални елеменат — Јевреји. Јевреји су почели да се пресељавају у Пољску због прогона којима су били изложени на Западу. Усељавали су се у градове, где су добијали право самоуправе и образовали своје посебне општине. Јеврејске су општине плаћале повећане дажбине, али су за то уживале заштиту кнежева, који су на њих гледали као на уносан извор прихода. Дозвољена им је била слобода вероисповести.
Немачко-јеврејски градови стајали су по страни у Пољској, релативно мало мењајући њен привредни лик, који је у основи остајао сеоски.
Тако је у Пољској установљен чисто феудални поредак. Исти они узроци који су изазвали збијање поцепаног феудалног друштва у Западној Европи и довели до стварања великих централизованих држава, почели су се донекле јављати и у Пољској.

### Почетак уједињења Пољске
Већ у XIV веку, за време Владислава I Кратког, почело је политичко уједињавање Пољске. Владислав је успео да у својим рукама сакупи већи део, пољских земаља. 1320. добио је од папе краљевску титулу. Додуше, Пољска је у то доба претрпела озбиљан губитак — био јој је затворен излаз на Балтичко Море, пошто је Тевтонски ред заузео Гданск и западну Пруску, али је управо борба с тим редом била један од момената који је приморао пољске феудалце да се уједине. Крај владе Владислава I протекао је у жестокој борби против Тевтонског реда. Притом је Пољска била изложена страховитом пустошењу.
Уједињењу Пољске допринео је још један битни моменат. Почетак XIV века је време извесног привредног оживљавања у Пољској: Пољска је почела да извози на Запад производе својих сировина. Трговачки путеви, који су пролазили преко Пољске и који су је везивали и са Истоком и са Западом почели су да играју важнију улогу у економици Пољске. Извоз сировина на Запад понешто је оживео пољопривреду, којом је марљиво почела да се бави шљахта, ситно и средње племство. За то јој је било потребно да сачува унутрашњи мир и ојача централну власт.

### Казимир III
Ослањајући се на интересе шљахте, пошло је краљевима за руком, нарочито Казимиру III (1333—1370), да до извесне мере васпоставе политичко јединство феудално разбијене земље. Ипак Казимир није успео да потчини неке удеоне кнежевине: на челу Мазовије и неколико других удеоних кнежевина и даље су остали домаћи кнежеви.
Процес политичког уједињења, који видимо у Западној Европи, у Пољској је протекао у ослабљеном облику. Да би се то објаснило, треба најпре обратити пажњу на већ указани слаб развитак градова, по чему се Пољска разликовала од западноевропских земаља.
Маркс овако говори о политичкој улози градова у Пољској:
»… Немци су спречили да се у Пољској изграде пољски градови и пољска буржоазија. Својим посебним језиком, својом отуђеношћу од пољског становништва, са хиљаду својих различитих привилегија и градских статута — они су отежавали да се оствари централизација, то најмоћније политичко средство за брз развитак сваке земље. Готово је сваки град имао своје посебно право; штавише, у сваком граду с мешовитим становништвом постојало је, а често још и данас постоји, различито право за Немце, Пољаке и Јевреје.«
Због тога краљевска власт није била у стању да у Пољској оствари такво политичко јединство какво видимо у западноевропским државама. Политичко уједињење Пољске имало је под собом ужу базу — само шљахту. Краљ није имао довољног ослонца у градовима да створи противтежу политичким тежњама шљахте. То на крају крајева није довело до јачања краљевске власти већ до јачања шљахте.
Казимир III се без успеха борио против самовоље панова. Пољска је у XIV веку пружала жалостан призор својевоље и насиља независних феудалаца, у њој су поновљени најгори примери западноевропских феудалних метежа из X и XI века.
Казимир III је покушавао да уведе заједничко законодавство за целу земљу, кодификујући старе судске обичаје (»земско право«) и издајући нове законе који су имали-за циљ да ојачају краљевску власт. Та је кодификација извршена уз помоћ правника који су стекли образовање на болоњском и другим универзитетима Западне Европе. У Пољској је почео да настаје онај слој легиста који нам је познат из историје Запада. Казимир III отворио је 1364. универзитет у Кракову специјално с циљем да спрема учене правнике за краљевску управу и судове.
Учињени су покушаји да се дâ извесна правна гарантија кметовима. Сељацима је било дозвољено да одлазе од панова у случају да ови врше над њима очита насиља. Била су ограничена права панова да враћају натраг одбегле кметове. Све су те мере наишле на отпор крупних земљопоседника. Великопољски панови склопили су против Казимира савез (»конфедерацију«) (1352), али је краљ умирио опозиционаре, а њиховог вођу, војводу Берковића, уморио глађу у тамници. Озлојеђени панови називали су Казимира »сељачким краљем« (Król chopkow).
Покушај Казимира III да законодавним путем побољша стање сељака стајао је у вези с извесним променама које су се десиле у положају завионог сељаштва у Пољској почев од XIV века. Део сељака био је увлачен у трговачке везе с градовима. Услед тога натуралне форме ренте почеле су да се делом претварају у новчане, а то је слабило зависност оног дела сељаштва који је у ма ком виду био повезан с тржиштем, тј. пре свега горњег сељачког слоја. У исто време, развитак тржишта и новчане ренте у Пољској, као и свуда, доводио је до јачања диференцијације сељаштва. Казимирова политика представља покушај краљевске власти да нађе ослонца у горњем слоју сељака. Известан утицај на побољшање положаја сељака вршиле су оне олакшице које су даване немачким досељеницима; видели смо да су понекад и пољским селима давана »немачка права«.
Краљевска власт је провела и војне реформе, које су ојачале моћ Пољске као државе, градила је замкове, позивала у војну службу све земљопоседнике — не само шљахту већ и духовна лица, која су морала да са својих земаља пошаљу одређен број војника. У војну службу позивани су и имућни сељаци. Број слатих војника морао је одговарати размерама поседа. Ови су се одреди морали јавити кад год их краљ позове, кад год би се објавило посполите рушеније, тј. општа мобилизација.
У вези са успоном трговине, која је постала један од прихода краљевске власти, почели су се поправљати друмови, градити мостови, приређивати сајмови, а пољски трговци почели су да добијају олакшице у иностранству. Од транзитне трговине, која је преко Пољске ишла у Немачку, Фландрију, Угарску, Италију и на Исток, у Русију и италијанске колоније на Црном Мору, краљевска власт је настојала да извуче користи за пољску трговину приморавајући трговце који су пролазили преко Пољске да известан део робе продају Пољацима. Пораст трговине повећавао је краљевске приходе од трговачких царина.
У тежњи да повећа своје приходе Казимир III је прибегао средству којим су се служили његови претходници, тј. довођењу немачких колониста и оснивању градова. Али је Казимир настојао да раскине везе немачких градова у Пољској с Немачком: забранио је немачким градовима да се за решавање својих спорова обраћају на Магдебург и у Кракову је установио посебни суд за градове немачког права.
Користећи се тиме што је изумро галициско-руски кнежевски род, Казимир III је присајединио Пољској Галицију и западни део Волиније. Велики поседи у тим областима подељени су пољским пановима. Тамо су разаслати ксендзи, доминиканци и фрањевци да уведу католицизам, у коме је краљ видео један од најважнијих својих ослонаца.
Јачање краљевске власти за време Казимира III имало је пролазан карактер, пошто је сама база на коју се та власт ослањала била врло несигурна. Уз то, Казимир је све своје политичке мере могао. спроводити само у сагласности с пановима или баронима, духовним и световним. Додуше, опозиција магната слабила је због сталних раздора у њеним редовима.

### Крај династије Пјастовића и привилегије панова и шљахте
Смрт Казимира III (1370) значила је крај династије Пјастовића, која је држала пољски престо откако је настала пољска држава. У вези с питањем о престолонаслеђу панови су почели да изнуђују од краљевске власти низ привилегија. Када је за краља изабран представник анжујске династије Лајош Угарски, он је поделио Кошичку привилегију 1374, ослободивши панове и шљахту свих државних обавеза, сем војне обавезе у самој земљи и мале новчане дажбине. Он је претворио бенефиције пољског племства у наследне поседе. Сем тога, краљ се том привилегијом обавезао да ће на положаје по областима постављати само представнике домаће аристократије.
Кошичка привилегија представља прву привилегију која је дата шљском племству — пановима и шљахти — као сталежу. До тог времена се сретамо с привилегијама типа имунитета, које су даване појединим лицима. Доба владавине угарског краља обележено је крајњом својевољом шљахте, пљачкама, разбојништвима и другим манифестацијама феудалне анархије, е којом се борио, додуше, не увек успешно, Казимир III.
Кошичка привилегија свела је плаћање дажбина од стране шљахте и панова на просту формалност, и самим тим је знатно смањила сталне краљеве приходе и државне финансије учинила зависнима од панова и шљахте. За одобравање нових дажбина шљахта је почела да се сакупља на локалне скупштине — сејмике, који су убрзо постали месни органи власти шљахте.

### Унија с Литванијом
После смрти Лајоша Угарског настале су године међувлашћа (1382—1384). Тих је година вођена врло жестока борба међу појединим феудалним групама, које су тежиле да узму судбину престола у своје руке. Најзад, 1384, на престо је доведена кћи Лајоша Угарског — Јадвига. Панови су приморали Јадвигу да се уда за литванског кнеза Јагела 1386. Захваљујући том браку, Пољска и Литванија биле су уједињене персоналном унијом. Та је унија била доста слаба: Литванија је тежила да сачува своју самосталност. Али је ипак унија Литваније и Пољске довела до знатног јачања пољске државе.
Главни циљ уније био је борба с редом који је представљао подједнаку опасност за обе државе. Осим тога, литвански су се панови надали да ће ојачати свој политички утицај помоћу уније с можновладском Пољском. Пољске панове привлачила је перспектива колонијалног освајања простране украјинске територије, која је улазила у састав литванске државе.
Када је Јагело постао пољски краљ под именом Владислава II (1386—1434), почео је своју владавину потврђујући све слободе пановима и шљахти и делећи им низ нових привилегија.
Године 1399, војска литванског великог кнеза Витовта претрпела је страховит пораз од Татара на Ворскли, а после тога Пољска и Литванија биле су изложене сталним татарским упадима. Татари су страшно опустошили Галицију, или Црвену Русију. То је био повод за панове да појачају своју колонизацију. Тамо су почели да крећу пољски панови и да стварају себи феудалне поседе. Они су имали да послуже као војна заштита Пољске од татарских провала. Велики поседи панова постепено су се ширили све даље на Исток.
Колонизација панова узела је правац према украјинским земљама — Подолији и Волинији, које су у то доба улазиле у састав литванско-руске државе. Захвативши овде огромне земљишне поседе, пољски панови су тежили да Подолију и Волинију директно прикључе Пољској. То је довело до ратних сукоба између Литваније и Пољске, који су завршени тиме што је Пољска заузела Подолију (1430).

### Пораз Тевтонског реда
Најважнији задатак који се постављао пред Пољску и Литванију била је борба с редом која је обновљена већ првих година Јагелове владавине. Ред је извршио неколико напада на пољске земље, стварајући притом страховиту пустош. 1410. дошло је до одлучне битке између војске реда и уједињених снага Пољске и Литваније код Гринвалда. Реду су притекли у помоћ ритери из Немачке и из још неколико других земаља. У пољско-литванској војсци учествовали су смоленски пукови, био је ту и чешки одред под воћством чувеног Јана Жишке. Учествовао је и помоћни татарски одред. Та је одлучна битка добијена захваљујући смоленским пуковима. Завршила се потпуним поразом реда; знатан део ритера био је побијен; међу њима је погинуо и велики мајстор реда Улрих Јининген; све заставе реда запленили су победници. Али, сукоби који су затим настали између Пољака и Литванаца онемогућили су да се победа доведе до краја.
Године 1411, био је склопљен мир који је за ред био врло тежак. Ред је морао да учини низ територијалних уступака и да плати контрибуцију. Док је у своје време победа новгородског кнеза Александра Невског на Чудском Језеру задржала продирање реда на исток, у руске земље, сада је победа, код Гринвалда, која је углавном однета захваљујући руским пуковима, задала реду и његовом политичком утицају уништавајући ударац, од кога се он више није опоравио. У исто време та је победа ванредно подигла политички и међународни значај Пољске и Литваније. Јан Хус је честитао Јагелу победу над Немцима. Хусити су у Чешкој после смрти Вацлава истицали као кандидата на чешки престо Јагела.
Унија Пољске и Литваније праћена је порастом крупних феудалаца у обема државама. Пољски магнати стицали су све нова и нова права. Едлинска привилегија 1430. заједно с потврдом свих ранијих права и привилегија панова и шљахте такође је утврдила да ниједан племић у Пољској не сме бити ухапшен без одлуке суда: »Ми нећемо никога бацити у затвор ако му кривица не буде утврђена по закону.«

### Казимир IV и јачање шљахте
Већ је Казимир III покушао да се ослони на шљахту, али је у то време тај ослонац још био слаб. Шљахта је још зависила од велможа. Али, Казимир IV Јагелонац (1447—1492) већ се могао чврсто ослонити на шљахту у својој борби против крупних феудалаца. Док је до тог времена шљахта била углавном зависна од панова и подржавала их у тежњама да добију ове или оне привилегије, сада су се интереси панова и шљахте почели да разилазе. Панови су често угњетавали шљахту. Шљахтићи су били помагачи панова у њиховим политичким неделима, али су и сами често страдали од њихових недела. Шљахтић, чији је земљишни посед често био врло незнатан, није имао снаге да се с паном парничи на суду који је био у рукама магната.
Међутим, у XIV и XV веку долази до економског успона шљахте услед развитка извоза пољопривредних сировина и жита из Пољске на Запад» Трговина са Западом почела је да игра све већу улогу у економици Пољске, особито када су Турци освојили италијанске колоније на Криму.
Уједно с тим почео је да се мења карактер шљахте. Од војника-ритера шљахтић све више постаје пољопривредник. Томе је доста припомогла околност што је у XV веку главну улогу почела да игра најамничка војска, првенствено пешадија, тако да је ритерска служба шљахте почела да губи пређашњи значај. Шљахтић се више није задовољавао ранијим приходима с феудалног поседа. Његове су потребе у то доба порасле, он је почео да тежи раскоши. Инострано тржиште отварало му је пут за повећање прихода. Док је раније шљахтић експлоатисао сељаке првенствено помоћу оброка, сада је он почео да заводи властелинско газдинство — фолварке — искоришћавајући за то пустаре и општинску земљу.
У то време почео је у многим областима Пољске пораст газдинства на бази кулука. У вези с тим и даље је појачавана експлоатација сељаштва. Да би се из сељака исцедила што је могуће већа количина вишка рада, шљахти је била потребна помоћ централне власти. Тако је шљахта у то време подржавала краљевску власт и да би обуздала насиље панова над нижим племством и да би заштитила своје трговачке интересе и, најзад, да би сачувала своју социјалну превласт над сељаштвом. Али, јачајући централну власт, шљахта је у исто време тежила да је потчини својој контроли.
Већ 1454. шљахта је успела да, помоћу претње да ће напустити започети ратни поход против реда и да ће се разићи кућама, добије низ привилегија, које су је у извесној мери заштићивале од насиља панова. То су Њешавски статути из 1454. којима је ограничен низ права крупних феудалаца у корист шљахте. Крупним феудалцима је одузета могућност да се дочепају судских и финансијских положаја у унутрашњости. Шљахта је добила право да подноси жалбе на злоупотребе месних власти непосредно краљу. Али се најглавнија наредба Њешавских статута састојала у томе што се ниједан закон није могао издати, ниједан рат почети без сагласности шљахте на »општој скупштини«. Тако је шљахта добила нови политички значај. Политички утицај панова био је ограничен, и краљ је имао могућност да уз помоћ шљахте савлада отпор панова.
Какав је општеполитички орган имала шљахта?

### Политичка организација шљахте
Крајем XIV века феудалци су почели да изграђују свој посебни политички орган којим би утицали на краљевску власт и учествовали у управи. То су управо били скупови панова и шљахте како у читавој краљевини, тако и у појединим областима Пољске. Ти скупови у прво време нису били редовни и сазивани су или по питању престолонаследства или великих ратних подухвата за која је била потребна сагласност феудалаца. Сама компетенција па ни састав тих скупова нису били тачно одређени. На њих су долазили углавном крупни феудалци, барони, панови и прелати. На њима су се појављивали и виши краљевски чиновници. Из редова шљахте долазио је ко је хтео и ко је могао, обично из крајева који нису били далеко од места у коме се сазивао тај скуп. На скуповима су доминирали панови и прелати. Улога шљахте била је махом пасивна. Али се стање почело да мења у XV веку, када је шљахта иступила против велможа као самостална снага.
По појединим областима Пољске, по војводствима, скупљали су се »сејмики«. Ти сејмики су представљали скупове локалне шљахте, на коме је она решавала о свим питањима која су се ње тицала, пре свега о новим порезима. У почетку је сам краљ обилазио те сејмике, а затим, пошто су ти обиласци били врло неподесни, он је почео да позива представнике неколико сејмика на неко одређено место. Најзад, понекад су на захтев краља опуномоћеници шљахте долазили на општи скуп. Тако се заметао заједнички сејм за целу Пољску. Тај систем сејмика постао је основно упориште власти шљахте. Казимир IV, пошто су му била потребна велика средства за ратове с редом, морао је да се стално обраћа сејмикима и да тако учвршћује њихов политички значај.
Из скупова велможа и система сејмика почетком XVI века коначно је организован ваљни сејм (sejmy walne), тј. општи сејм за целу земљу. Тај се сејм делио на два дома: горњи дом: сенат, или крунску раду, у коме су заседали великаши, прелати и великодостојници Пољске државе, и други дом — посланичку избу, у којој су заседали изасланици шљахте изабрани на сејмикима. Сејмики су добили још већи значај: они су не само бирали изасланике, већ су за њих састављали и обавезна упутства. У општем сејму посланици нису иступали у своје име, већ као представници сејмика.

### Покорење Тевтонског реда
Уз помоћ шљахте Казимир IV је привео крају рат с редом. Томе је доста допринела околност што су градови и племство на земљама реда водили борбу с редом и тражили ослонац у Пољској.
Године 1466, ред је на основу Торунског мира био принуђен да призна вазалну зависност од Пољске. Велики мајстор реда обавезао се да ће полагати заклетву пољском краљу и изгубио права да самостално склапа савезе и објављује рат. Гданск и западна Пруска били су директно присаједињени Пољској. То је био велики догађај који је Пољској отворио излаз на Балтичко Море, допринео да оживи пољски извоз и самим тим подигао значај шљахте као лиферанта сировина на Запад.

### Јачање краљевске власти
Сада је Пољска постала велика политичка сила. Син Казимира IV Владислав најпре је изабран за краља Чешке а затим и Угарске ујединивши тако у својим рукама те две суседне краљевине. Користећи се јачањем своје моћи и великим изворима прихода које је пружао развитак трговине, а углавном ослањајући се на подршку шљахте, краљ је узео доминантан положај у краљевини према магнатима. Казимир је искористио и црквени расцеп, да би ојачао своју власт над црквом. Он је добио право да попуњава највише црквене положаје упркос опозицији једног дела вишег свештенства.
Притом је крупну идеолошку улогу одиграо Краковски универзитет. Краковски правници развијали су учење римског права о неограниченој владаревој власти. Разуме се, теза о неограниченој власти краља у Пољској била је чак и у време Казимира IV претерано смела, али је важно да је та идеја већ истицана. У расправи великог политичког мислиоца Пољске тог времена Јана Остророга развија се теорија краљевског апсолутизма и потчињавања цркве краљевим интересима.

### Градови и шљахта у другој половини XV века
Но уза све то социјална база на којој је стајала ојачана краљевска власт остала је, као и раније, узана. То је била шљахта. XV век се сматра временом највећег процвата пољских градова, али је њихов политички утицај и даље био безначајан. У XV веку градови су проширивали самоуправна права, али, тежећи само да повећају своје привилегије, они су се готово потпуно одвојили од опште-политичког живота; Представници градова ретко су се појављивали на сејмикима. Само је Краков понекад слао посланике у сејм. Између градова и шљахте вођена је економска борба, а њен исход је решен политичком превагом шљахте.
Шљахта је добила важне привилегије на рачун градова. Већ у XV веку регулисање цена производа прелази у руке војвода. Шљахта стиче право да без царина добија робу са оближњих тргова. Нарочито је важан Петроковски статут из 1496. којим је шљахта добила право да слободно плови Вислом преко границе, тј. право да без плаћања царине извози своје производе. То је право било дато само шљахти, градски га трговци нису уживали. Шљахта је добила и право да без царина увози робу из иностранства и тако је посредништво градских трговаца постало непотребно. Грађанима је било забрањено да стичу земљу шљахте. Најзад, шљахти је било подељено право пропинације, тј. искључиво право да производи и продаје алкохолна пића. Све те привилегије омогућиле су шљахти да знатно повећа своје приходе и подривале основе даљег економског успона градског сталежа. По том статуту могли су се само људи из редова шљахте постављати на више црквене дужности — епископа и каноника. Грађани су били лишени права да заузимају те дужности.
Петроковски статут, опет у корист шљахте, провео је даље сужавање сељачких права. Била су уведена нова ограничења за одлазак сељака: заведена је потера за одбеглим сељацима, без икаквог ограничења рока. Сељак је имао право да се обраћа суду само преко свог властелина, а тим је могућност жалбе против господара била уклоњена.
Шљахта је добила могућност да све више притискује сељаке. То је довело до општег пораста кулука. Најраније и највише кулук је растао на имањима која су лежала у непосредној близини Висле и њених притока, тј. на главном путу за извоз у иностранство.
Шљахта је у прво време подржавала краљевску власт, пошто јој је она била потребна да учврсти своје привилегије, да ограничи искључиви политички утицај панова, да се бори с градовима и да притисне сељаштво. Али, краљевска власт, немајући довољно широку базу, није у Пољској заузела онај доминантан положај какав је у то доба добила у другим земљама Западне Европе. Апсолутна монархија какву видимо на Западу у Пољској није установљена. У њој је учвршћена превласт шљахте. Та превласт шљахте, заснована на угњетавању сељаштва, припремила је онај политички хаос у будућности, због кога је Пољска у XVIII веку постала лак плен моћних суседних држава.

### Реформација
Као обнова науке и уметности, тако и реформација продре и у Пољску и у Литву, где се у средини XVI столећа утврди потпуна верска слобода, Ипак ниједно протестантско учење није успело да сузбије католицизам, нити је, опет, овладала само једна вероисповест. Лутеранство је примљено скоро само по градовима, насељеним Немцима и тада веома напредним; у Великој је Пољској раширено учење „Чешке браће” (хусовци), а у Малој је Пољској и Литванији преовладало калвинство с антитринитарским (унитарским — по учењу Михаила Сервета) расцепом при самом почетку. Подробније пак антитринитарско учење или социнијанизам веома се у Пољској раширило при крају XVI столећа (по учењу Социна 1539—1604). Уосталом, између лутероваца, чешке браће и калвинаца закључена је нека погодба, по којој су антитринитарци били сасвим искључени. Једино се у Мазовској није десио никакав верски покрет, а по многим је крајевима већина народа остала верна православљу. Уопште се може рећи да је протестанство примљено међу Пољацима већином у оним крајевима где су племићи нагонили своје работнике да приме њихову вероисповест.
Духовна је шљахта примила десетину, имала право суђења и држала велики део земљишта. Стога је световна шљахта радо прелазила у протестанство, да би све то одузела духовној шљахти, а особито је примала калвинство, у којем и световњаци управљаху црквеним пословима. Осим тога, ширењу су протестанства нехотично помогли и виши духовници католички, јер су више гледали на чување својих имања и повластица него на заштиту вере. Међу самим епископима, опет, било је неких који су помишљали на пољску цркву народну која би признала папу и католичке догме, али би на пољском језику вршила службу, а неких, пак, који су мислили о свештеничком браку и о причешћу у оба вида. Међутим краљ при овој борби између духовне и световне шљахте није одлучно стао ни на једну ни на другу страну. Истина за владе Сигмунда I (1506—48), сина Казимира IV, реформаторски је покрет био слаб.

### Јачање Пољске
Сигмунд се том покрету противио у Пољској, али га је ван границе помагао, што најбоље показује примање сизеренства над секуларизованом Пруском, чији тадашњи старешина тевтонскога реда Албрехт Браниборски-Хохенцолерн пређе у протестанство, узе назив херцега и признаде врховну власт Сигмунду (1525). Највише се рашири реформација у Пољској за Сигмундова сина и наследника Сигмунда II Августа (1548—72), за чије владе пољска држава достиже највећи обим; јер и старешина реда маченосаца пређе у протестанство, уступи Литванији балтичку област Ливонску (1561), а као херцег задржа за се Куронску и Семигалију и признаде сизеренство Сигмунду, који се није користио ширењем протестанства без икаквих препрека као владаоци других земаља. Протестанти су пољски постали тако јаки, да су и неке државне уредбе изводили у сабору, где учествоваху као политичка странка. Значајан је догађај за Сигмунда II извршење Љубљинске уније (1569), по којем су од тада Пољска и Литванија чиниле једну државу у толико, што су морале имати општи сабор, што су заједно бирале краља и што су у спољашњој политици представљале државну целину.

### Уздизање племића
Време је реформације у Пољској и време уздизања моћи пољскога племства или шљахте. У другој половини XV и почетком XVI столећа пољски ритери задобију главни положај у државној управи, јер се у државном сабору, на који је само шљахта долазила, решаваху сви знатнији послови државни, као: издавање закона, разрезивање пореза итд. Шљахта пак није имала у својим рукама само световне послове него и црквене, пошто виша духовна звања добиваху само племићи. И ова духовна шљахта, која је имала велике дохотке од земље и десетка, била је моћнија и од световне, па је чак и она судила за многа чисто световна дела. Како опет грађани беху већином Немци и Јевреји, шљахта им није допуштала ни долазак у сабор, нити употребу каквих других права, а још је горе поступала са сељацима, који су били везани за земљу и велики извор њихова богатства.

### Изборна монархија
Смрћу се Сигмунда II Августа прекрати династија Јагелонаца, и пољски престо поста изборним. Право је избора краља имала сва шљахта, која је и уговор закључивала са својим изабраником. На овај начин Пољска није само постала изборна монархија, већ република (рзецз посполита) која задржа краљевски назив с доживотним достојанством. Први је изборни краљ био француски принц Хенрих Анжујски (1573—74), брат француског краља Карла IX; али је он владао само неколико месеца, јер дознав за смрт својега брата, тајно остави Пољску, да би заузео француски престо као Хенрих III. За интерегнума су до Хенрихова избора пољски протестанти закључили савез ради обезбеђења слободне вероисповести за шљахту. И ако ово није утврђено саборским законом, и Хенрих је морао признати слободу вероисповести, те је Пољска постала уточиштем за верске бегунце.

### Католичка реакција
Католичка реакција у Пољској отпоче за време другога изборнога Краља Стевана Баториа (1574—86), ердељскога војводе, а први се знаци јаве још за владе Сигмунда II. Овде је католичка реакција брзо напредовала, јер се протестанти не одликоваху верском ревношћу и занесеношћу. Они су под утицајем талијанскога хуманизма били слободоумни, а притом су језуити ревносно радили противу њих. Језуити у другој половини XVI столећа оснују овде неколико школа и подигну неколико штампарија, те су школом и књигом најбоље успевали против протестаната. Они у својим школама и протестантску децу начинише ватреним католицима, а и Батори се користио својим краљевским правом за утврђивање католицизма, што је чинио давањем појединих дужности католицима, уступањем земљишта и помагањем у новцу. Како опет за Стевана Баториа беху присталице утврђивања монархиског начела, а у почетку XVII столећа проповедаху у духу властољубиве шљахте златну слободу, која се може задобити само у савезу с католичком црквом, то им нико није стајао на пут. Језуити су својим радом утврдили Пољско духовништво у верности наспрам папе и код иначе сношљивих Пољака развило верско нетрпљење.

### Сигмунд III
Сигмунд III (1586—1632), син шведскога краља Јована III и васпитаник језуитски, ревносно је радио да врати своју државу у крило католичке цркве, те су језуити за његове владе достигли велики значај у Пољској. Он из Кракова, где је било доста протестаната, пренесе своју столицу у Варшаву, главни град католичке Мазовске и као треће седиште католичке реакције. Њему је за углед служио Филип II, а био је такав присталица хабзбуршке политике, да би радо и Пољску потчинио Аустрији, само када би му Хабзбурговци помогли да завлада Шведском и да тамо поврати католицизам. Што пак он у ово време не указа помоћи аустриским Хабзбурговцима, једини је узрок његово мешање у руске послове, на што га је гонила жеља да добије руски престо, прво за сина па потом и за себе, и то све у смеру потчињавања нових земаља папи. За његове су владе католици предузели потчињавање православне цркве папи у руским крајевима под Пољском (црквена унија 1596). И спољашња је политика овога краља била у духу католичке реакције: покушавао је да утврди римску цркву у Шведској и Русији.

### Борба за Балтичко море
У ово је време постојало једно политичко питање, које се највише тицало Шведске и свих суседних земаља и које доста допринесе ступању Швеђана на широко поприште опште европске политике. То је питање о господарству над Балтичким морем, које при крају средњега века поста од великога трговачког значаја. Шведска тада јавно испољи своју намеру да ово море учини својим језером, тј. да по могућности завлада свима обалама његовим. Да би постигла то, потребно јој је било ратовати са свима народима, који су живели око тог мора. Прво је Шведска имала неколико сукоба с Данском, која задуго не изгуби наде на повратак своје власти над целом Скандинавијом; али сви ти сукоби беху на штету Данске која се особито трудила да сачува свој положај на улазу овог мора, где је наплаћивала велику царину на пролазну купљу. Још раније Шведска овлада Финском, а у другој се половини XVI столећа све више примицала к југу. За владе Ериха XIV (1560—68), сина Густава Васе, Шведска задоби Естонску, за Густава Адолфа (1611—32) Ливонску и један део Пруске, а велике међусобице у Немачкој даду могућности Шведској да се утврди и на јужној обали Балтичког мора, где задоби знатан део Поморанске. Између осталога, Шведску нагна да се меша у немачке послове и то, што су Хабзбурговци, када једном победе своје противнике, помишљали на установљење католичке морнарице у овом мору. Најзад последник Густава Адолфа Карло X (1664—60), у срећним ратовима с Пољском и Данском, утврди шведско господарство над Балтичким морем.

### Безвлашће и опадање Пољске
Док се по осталим државама европским развијала апсолутна монархија, у Пољској се утврди безвлашће. У XVI столећу пређе власт из краљевских руку у руке повлашћених сталежа, који међутим нису умели уредити неку нову управу. Сваки је шљахтић био неограничени господар над својим људима, али и ако је по обичајима сва шљахта била међу собом једнака, ипак су многи од њих пали у зависност богатије шљахте, која се учини свемоћним пановима. Богатије племићске породице имађаху велики утицај на шљахту, која се делила на странке или присталице појединих породица и која је често своје сукобе расправљала оружјем. Ове су породице узеле у своје руке све знатније дужности у држави, богатећи и себе и своје рођаке на државни рачун и не дајући ником оправдања за своје послове. Пољска је дељена на неколико војводина, од којих је свака чинила за се као неку малу независну државу. Свака је војводина имала скупштину, у којој је учествовала сва шљахта. На овим се скупштинама огледала суровост, неумешност и неред, а често су појединци били поткупљени од богатих панова. Поред осталих послова, ове су скупштине бирале посланике од великих достојанственика световних и духовних за општи сабор, који се састајао једанпут у две године. На сабору је свака одлука морала бити једногласна, а у средини се XVII столећа разви liberum veto, т. ј. право једнога посланика да својим непристајањем („Nie pozwalam”) омете свако решење саборско. Најзад су саборска решења могла бити одбачена и обласним скупштинама, а заведе се и обичај да поједини незадовољници склапају савезе, који су се и оружја лаћали. У близини је Варшаве бирао краља нарочити сабор, у којем се могао јавити сваки шљахтић са својим гласом. Богаташке породице и туђи дворови обично истицаху различне личности, те је избор краљев увек праћен сплеткама, поткупљивањем, свађама и међусобицама. Међутим, власт је краљевска све више ограничавана нарочитим погодбама (Pacta conventa), а поједини су управници — министри — радили независно један од другога и од краља и нису били подједнако потчињени сабору. Сељаци су овој шљахтинској самовољној држави били сасвим потиштени, а њих су и остале грађане цедили досељени Јевреји, који су сачињавали већину градскога становништва. Земљорадња, производња, трговина, просвета, књижевност — речју целокупан телесни и умни живот народни беше у потпуном опадању, што је последица и рђавога рада језуитскога. Дисиденти (иноверци — православни и протестанти), будући гоњени, полагаху сву наду на туђе државе, православни на Русију, а протестанти прво на Шведску па потом на Пруску.
При оваком унутрашњем опадању, нису могли бити бољи ни спољашњи послови, те се Пољска није могла користити суседним међусобицама, нарочито за тридесетогодишњега рата у Немачкој. Међутим, за Јована Казимира (1648—68), последњега Васовца, призна пруској самосталност (1657), уступи Шведској Естонску, Есел и Ливонску (1660) и у рату с Русијом поменута места с Украјином (1667), а за Михаила Вишниовиецкога (1668—73) склопи сраман мир с Турском(1678). Јан Собјески је победио Турке код Лавова (1675) и ослободи Беч (1683). За великога севернога рата пољска је шљахта склапала савезе против саксонскога изборног кнеза Августа II, који новцем доби пољску круну. Петар се велики јави као посредник измећу краља и шљахте, те утврди руски утицај на Пољску; али се и без овога спољашњи утицај одавно утврдио у Пољској, а саме су њене странке увлачиле суседе у своје међусобице и биле поткупљиване од туђих владара. Још је последњи Васовац, син Сигмунда III, предсказивао деобу Пољске између суседа, а пруски је краљ Фридрих Вилхелм I предлагао Петру Великом да поделе неке пограничне крајеве Пољске. И што се Пољска, овако ослабљена, још неко време држала, главни је узрок у супарништву њених суседа, што се видело и у рату за пољски престо (1733—34), у којем Аустрија и Русија помагаху сина Августа II, Августа III (1733—63), а Француска Станислава Лешћинскога, таста Луја XV. На пољском се престолу утврди Август III, а Станислав мораде побећи из Пољске.

### Пропаст Пољске

#### Међународни положај
Фридрих, господар Пруске, се истаче као умешан државник и у општим европским пословима. Он је и удесио прву поделу Пољске. Главне његове земље Бранденбург и Пруска беху одвојене пољском облашћу и Фридрих жељаше да ту област присаједини својој монархији. Пољска се особито показала немоћном за седмогодишњега рата, када је преко њена земљишта, без обзира на уздржљивост, слободно прелазила руска војска. Она се због уздржљивости и није могла користити у овом рату, у којем је ипак учествовао њен краљ Август III (1733—63) као саксонски курфирст, а толико је опет била слаба, да се могла одржати само супарништвом својих суседа. Најопасније државе за њу беху Русија и Пруска. Раније су руски владари желели да од Пољске отргну руске области, што су и успевали, а Петар Велики, потчинив је у великом северном рату руском утицају, тежио је да очува целокупну Пољску и да је држи у потчињености, што је тежила и Катарина II. Међутим је Фридрих II желео поделу Пољске и да би заокруглио своју државу.

#### Реформни покушаји и дисидентско питање
Ускоро по седмогодишњем рату умре пољски краљ Август III и Катарина истакне за краља себи блискога шљахтића пољскога Станислава Поњатовскога, рођака знатне магнатске породице Чарторијских, што одобри и Пруска, те он помоћу руске војске поста краљем под именом Станислав Август (1764—95). Поједини су родољуби желели да Пољску, у доба опадања, поправе у државном, друштвеном, просветном и привредном погледу, као што је то рађено тада и по другим земљама, али је томе била против већина шљахте и духовништва. Прве су се мисли о реформовању јавиле у двору краља-изгнаника Станислава Лешћинскога, када је живео у Лотарингији и прикупљао око себе младе Пољаке, који су се учили у Француској, а у ово су време стајали на челу реформаторске странке Чарторијски, који су били уз Русију и мислили да ће њеном помоћу побољшати уређење пољске државе. Када њихов рођак Станислав Поњатовски би изабран за краља, њима се указа прилика да приступе реформовању, чији је поборник био и сам нови краљ као васпитаник француски; али је то било веома тешко извести према тадашњем уређењу и приликама у Пољској. Међутим, брзо дође до споразума између Катарине, која је тражила потпуну потчињеност, и чарторијске странке, која је желела већу независност. Гоњење пак пољских дисидената даде прилике Катарини да против Чарторијских састави савез православних а Фридрих II, поступајући у дисидентском питању заједно с Русијом, прими под своју заштиту савез протестаната. Пољски опет родољуби за независност своје домовине саставе у Бару (у Подољу) трећи савез и отпочну борбу са Русијом (1768—72). Тада је Фридрих изишао са својим нацртом о деоби Пољске, али Катарина не приста, јер је желела држати у потчињености целу Пољску.

### Прва деоба
Наскоро побеђена Турска замоли Аустрију и Пруску за посредовање, као што је речено, и ову прилику вешто употреби Фридрих да за свој нацрт о деоби Пољске придобије Аустрију. Истина Марија Терезија би противна овом, али он задоби Јосифа II, који хтеде стати на пут руском напредовању. И када због великих захтева Катарина с Турском закључи само примирје, Фридрих предложи да Русија место од Турака заузете Молдавске и Влашке добије пољску Белорусију, а Аустрија, због равнотеже, Галицију. Како се тада Фридрих и Јосиф договорише да се помажу, Катарина примивши пруско и аустриско посредовање при закључењу мира с Турском приста на деобу Пољске. По првој деоби (1772) Аустрија доби Галицију, Пруска — доњи слив реке Висле, осим Данцига и Торна, А Русија део Белорусије и заштиту над заосталом Пољском. Када земља паде под руску заштиту, и Катарина, желећи прекратити унутрашње безвлашће, поможе Пољацима да нешто реформирају заостали део. Ну тада су многи били незадовољни туђом заштитом, а неки су опет тражили коренитије измене од оних, на које је пристала руска царица, јер у ствари није желела озбиљно уздизање Пољске.

### Друга деоба
При крају XVIII векa Пољска сасвим пропаде. Последник Фридриха II Фридрих Вилхелм II(1786—97) гледаше да на сваки начин добије Данциг и Торн, па било у савезу с Русијом против Пољске, било у савезу с Пољском против Русије, а нарочито се старао да се користи пољским незадовољством против Руса и да их завади. И, унеколико његовим утицајем, пољски родољуби предузму преуређење своје државе и уведу нов устав (Конституција од 3. маја 1791), којим се учврсти наследна власт краљевска, укиде liberum veto, допусти избор грађанских представника итд. Међутим се против новога устава састави тарговачки савез од магната, с којим ступи у савез и слаби краљ, те уништи не само нови устав, него и све раније реформе. Катарина је ово сматрала да је наперено против руских користи и посла војску у Пољску, да поврати стари поредак. У исто време посла у Пољску своју војску и Фридрих Вилхелм, тобож ради штићења безбедности своје земље. Тада се Катарина споразуме с Фридрихом Вилхелмом и они изврше другу деобу (1793). Русија том приликом доби други део Белорусије и Волин с Подољем, а Пруска Данциг и Торн с делом Познањске.

### Трећа деоба — пропаст
Опет се покушало да се Пољска унутрашњим реформама спасе од очите пропасти. Последњи је покушај мислио извести Кошћушко и то помоћу народне већине, која се друге године по овој деоби дигне на устанак под својим храбрим вођом. Кошћушко, узев сву власт у своје руке, у последњој борби за независност објави уништење власничких права, али је већи део шљахте волео сачувати своја права и по цену државне независности, а осим шљахте новим се тежњама противило и католичко духовништво, које није хтело ни чути за равноправност с дисидентима, те се овај покушај за повратак изгубљених земаља и унутрашње поправке сврши потпуним поразом, јер Суваров заузе и Варшаву. По овом се приступи Трећој деоби Пољске (1795), при чему Аустрија доби Малу Пољску с Краковом. Пруска већи део с Мазовском и Русија остале делове с Литвом и Куронском. Тако Пољска пропаде не само због спољашњих, него и због унутрашњих прилика, а нарочито због саможивости шљахте и католичкога духовништва.

## Унутрашње уређење
Пољска је била краљевина.
Касније је управни орган постао сејм тј. посланичку кућу коју чине посланици, изабрани на 5 година путем општих избора, тајних, непосредних, једнаких према принципима пропорционалне репрезентације. Активно и пасивно право је имао сваки пољски држављанин, који има сва грађанска права, ако је навршио 25 година живота. Сејм је бројао 444 посланика.
Сваки законски нацрт, који Сејм одобри мора, прегледа Сенат. Ако се Сенат у року од 30 дана не успротиви решењу Сејма, он постаје закон.
Сенат се састојио од чланова, који се бирају из појединих округа (województwo) путем избора, при чему сваки административни округ чини један изборни круг. Укупни број чланова Сената треба да је ¼ чланова Сејма. Активно изборно је имао сваки пољски држављанин, који има сва грађанска права, ако је навршио 30 година живота, а пасивно право ако је навршио 40 година.

## Просвета
Схватајући тачно значај просвете за развој државе и народа, Пољска је посветила много пажње развоју школа, које су биле у доба ропства од стране завојевачких држава намерно занемарене.

## Књижевност
Пољска култура се учвршћавала у току векова с развојем књижевности.
Први зачеци пољске литературе датирају од средњовековног времена, али тек доба ренесанса доноси расцвет књижевности у јагелонском добу (XVI век). Међу писцима тог времена истиче се на чело песник Јан Кохановски, који је убрајан у највеће пољске песнике.
Са политичким слабљењем Пољске (друга половина XVII и XVIII века) упоредо је ишло и постепено опадање литературе.